# Maleise vuurrugfazant
De Maleise vuurrugfazant (Lophura erythrophthalma) is een vogel uit de familie fazantachtigen (Phasianidae). De wetenschappelijke naam van de soort is voor het eerst geldig gepubliceerd in 1822 door Thomas Stamford Raffles. Het is een door habitatverlies zeer zeldzaam geworden vogelsoort die voorkomt op het schiereiland Malakka en het eiland Sumatra.

## Kenmerken
Het mannetjes (de haan) is 47 tot 51 cm lang, de hen is 43 tot 44 cm lang. De haan is glanzend blauwzwart dooraderd met witte veertjes en een caramelkleurige staart. Het vrouwtje is donkerpaars tot donkergroen. Beide seksen hebben een rood gekleurde huid rond het oog.

## Verspreiding en leefgebied
De soort komt voor in Malakka en Sumatra. Een sterk op dit hoen gelijkende soort (L. pyronota) dat op het eiland Borneo voorkomt wordt niet meer als ondersoort beschouwd.

## Status
De grootte van de populatie kon in 2020 kon door BirdLife International niet nauwkeurig worden bepaald. In 2016 was er een schatting van 10 tot 20 duizend volwassen individuen. De populatie-aantallen nemen echter af door habitatverlies. Volgens een publicatie uit 2020 is de afname in de afgelopen 20,6 jaar 65 tot 68% (wat neerkomt op 5,3% per jaar). Het leefgebied wordt aangetast door ontbossing, waarbij natuurlijk bos plaats maakt voor de aanleg van rubber- en oliepalmplantages en de aanleg van infrastructuur waardoor het leefgebied is versnipperd. Op deze wijze is tussen 1985 en 1997 25% van het laaglandregenwoud verdwenen. Om deze redenen staat deze soort als kritiek op de Rode Lijst van de IUCN.